# Niviventer niviventer
Niviventer niviventer es una especie de roedor de la familia Muridae.

## Distribución geográfica
Se encuentra en India, Nepal, y Pakistán.